# Prudente de Morais
Prudente José de Morais Barros (Distrito do Varejão, Itu, atualmente Mairinque 4 de outubro de 1841 – Piracicaba, 3 de dezembro de 1902) foi um advogado e político brasileiro, que serviu como o terceiro presidente do Brasil, sendo o primeiro presidente civil do país, o primeiro eleito por voto popular direto sob a cláusula de permanência da Constituição brasileira de 1891, e o primeiro a cumprir um mandato completo. Seu mandato presidencial durou de 15 de novembro de 1894 a 14 de novembro de 1898, e foi marcado pela Guerra de Canudos, levante camponês no Nordeste do país que foi reprimido pelo exército brasileiro. Também teve de enfrentar uma ruptura nas relações diplomáticas com Portugal, uma ruptura mediada com sucesso pela rainha Vitória do Reino Unido.
Prudente de Morais representava a ascensão da oligarquia cafeicultora e dos políticos civis ao poder nacional, após um período de domínio do poder executivo por parte dos militares, no qual essa oligarquia mantinha-se dominando apenas o poder Legislativo.

## Formação e início da carreira

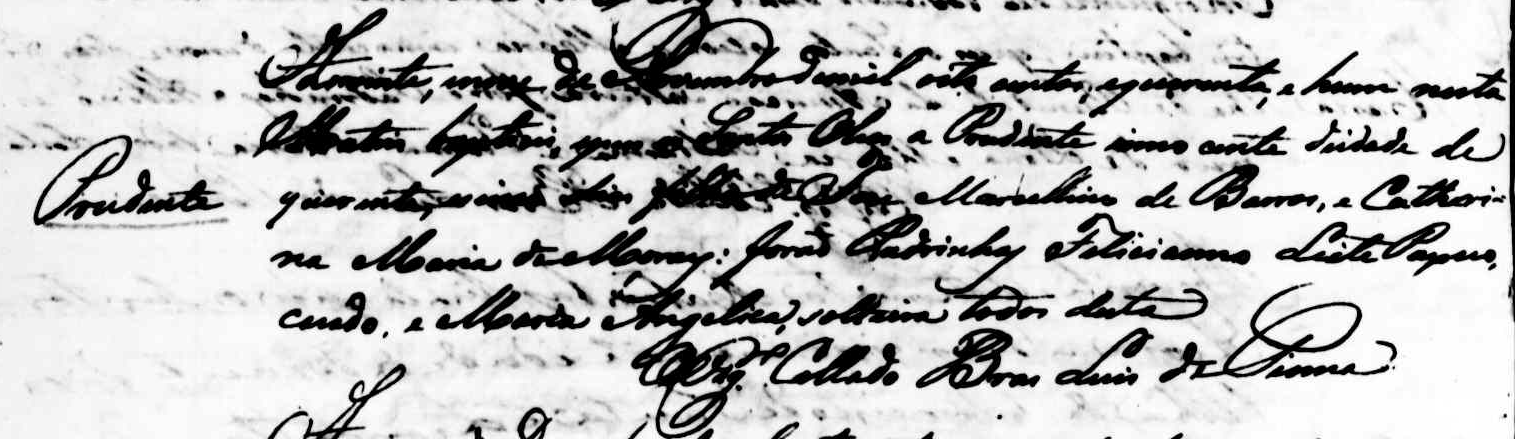
Registro de batismo de Prudente de Morais na Igreja Nossa Senhora da Candelária, Itu, São Paulo.

Prudente de Morais nasceu no dia 4 de outubro de 1841, nos arredores da cidade paulista de Itu, no distrito do Varejão, atualmente área pertencente a Mairinque, na região do bairro Dona Catarina (que leva o nome de sua mãe em homenagem), sendo descendente dos primeiros colonizadores de São Paulo. Seus pais eram José Marcelino de Barros e Catarina Maria de Morais. Em 1846, com cerca de cinco anos de idade, Prudente perdeu o pai, que era tropeiro que fazia a rota Santos-Itu, assassinado por um escravo. Sua mãe casou-se com o viúvo Caetano José Gomes Carneiro. Prudente graduou-se na Faculdade de Direito de São Paulo em 1863, e, no mesmo ano, transferiu-se para Piracicaba, onde exerceu advocacia durante dois anos. Em 28 de maio de 1866, Prudente casou-se com Adelaide Benvinda Gordo na residência dos pais dela, em Santos. Após o casamento, fixaram-se em Piracicaba, e na atualidade, a residência onde viveram tornou-se o Museu Histórico e Pedagógico Prudente de Morais. Prudente e sua esposa, Adelaide tiveram nove filhos juntos: Maria Jovita, Gustavo, Prudente José de Morais Barros Filho, Antônio, Maria Amélia, Carlota, Júlia, Paula e Maria Teresa. O casal se tornou avós do jornalista Prudente de Morais Neto, filho de Gustavo Prudente de Morais. Além desses nove filhos, Prudente teve um filho fora do casamento na época em que era estudante de Direito, chamado José.

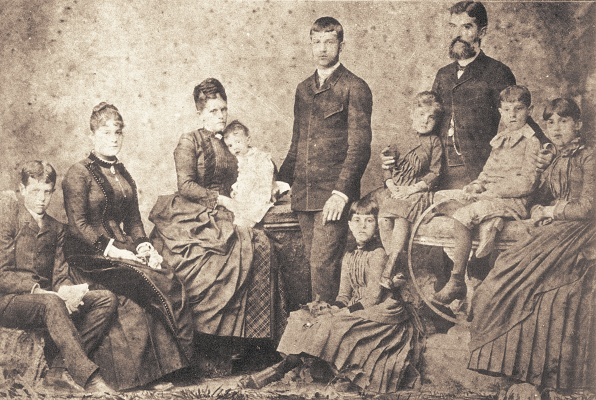
Na foto a família Prudente, os filhos e o casal, da esquerda para a direita: Prudente de Morais Filho, Maria Amélia, Adelaide (esposa), Paula, Gustavo, Carlota, Maria Teresa, Prudente de Morais (esposo), Antônio e Júlia.

No Império, pertenceu ao Partido Liberal (PL), monarquista. Elegeu-se vereador, sendo o mais votado, com 420 votos em 1864, presidindo a Câmara Municipal de Piracicaba.
Em 1877, no exercício do mandato de vereador, Prudente conseguiu mudar o nome da cidade, que na época chamava-se Vila Nova da Constituição, e passou a se denominar Piracicaba, nome indígena da região, que quer dizer "lugar onde os peixes moram".
Em 1873, transferiu-se para o Partido Republicano Paulista (PRP), declarando-se republicano, tendência que representou na Assembleia Provincial.
Foi deputado provincial em São Paulo e deputado à Assembleia Geral do Império, defendendo, além da forma republicana de governo, o abolicionismo e o federalismo. Como deputado provincial trabalhou na complexa questão das divisas de São Paulo com Minas Gerais, tema no qual era especialista.

## No início da República
Proclamada a República, foi nomeado, por Deodoro da Fonseca, chefe da junta governativa que governou São Paulo de 16 de novembro até 14 de dezembro de 1889, nomeado em seguida governador, permanecendo no cargo até 18 de outubro de 1890, quando renunciou para assumir uma cadeira no Senado.
No governo de São Paulo, reorganizou e modernizou a administração, especialmente o Tesouro e o Arquivo do Tesouro, ampliou a Força Pública, sendo que a transição para a república em São Paulo, com a nomeação de novos administradores, secretários e intendentes municipais ocorreu em tranquilidade. Reorganizou a Escola Normal, que deu origem à Escola Normal Caetano de Campos.
Chegou a ser vice-presidente do Senado, e presidiu a Assembleia Constituinte de 1890-1891. Elaborada a Constituição, disputou com Deodoro da Fonseca a Presidência da República, mas perdeu a eleição.
Após a derrota para Deodoro, eleito indiretamente com 129 votos contra 97, Prudente de Morais tornou-se presidente do Senado até o final do seu mandato.

## Na Presidência da República

### A eleição

Prudente de Morais (no centro) preside a Constituinte republicana, óleo de Aurélio de Figueiredo, (Museu da República, Rio de Janeiro).

Na disputa pela sucessão de Floriano Peixoto, que chegara à presidência devido ao golpe de 23 de novembro de 1891, candidatou-se pelo Partido Republicano Federal (PRF), fundado pelo paulista Francisco Glicério em 1893. Venceu as eleições presidenciais de 1º de março de 1894 e tomou posse no dia 15 de novembro daquele ano, tornando-se o primeiro presidente do Brasil a ser eleito pelo voto direto e o primeiro presidente civil do Brasil. Prudente teve 276 583 votos contra 38 291 de seu principal competidor Afonso Pena, em uma eleição que teve mais 29 políticos que foram votados. Seu vice-presidente foi o médico Manuel Vitorino Pereira. A sua eleição marcou a chegada ao poder da oligarquia cafeeira paulista em substituição aos setores militares.
Os quatro anos de governo de Prudente de Morais foram agitados, tanto por problemas político-partidários (a perda do apoio do Partido Republicano Federal) como pela oposição dos setores florianistas e pela continuação, no Rio Grande do Sul, da Revolta Federalista (1893–1895).

Prudente de Morais dedicou todos os seus esforços à pacificação das facções, que tinham em seus extremos os defensores do governo forte de Floriano e os partidários da monarquia. Durante seu governo, abandonou uma a uma as medidas inovadoras de Floriano Peixoto. Essa cautela de Prudente foi necessária, já que os florianistas ainda tinham uma certa força, principalmente no Exército. Além disso, o vice-presidente estava ligado às ideias de Floriano. Prudente de Morais imprimiu uma direção ao governo que atendeu mais aos cafeicultores e afastou os militares da política.

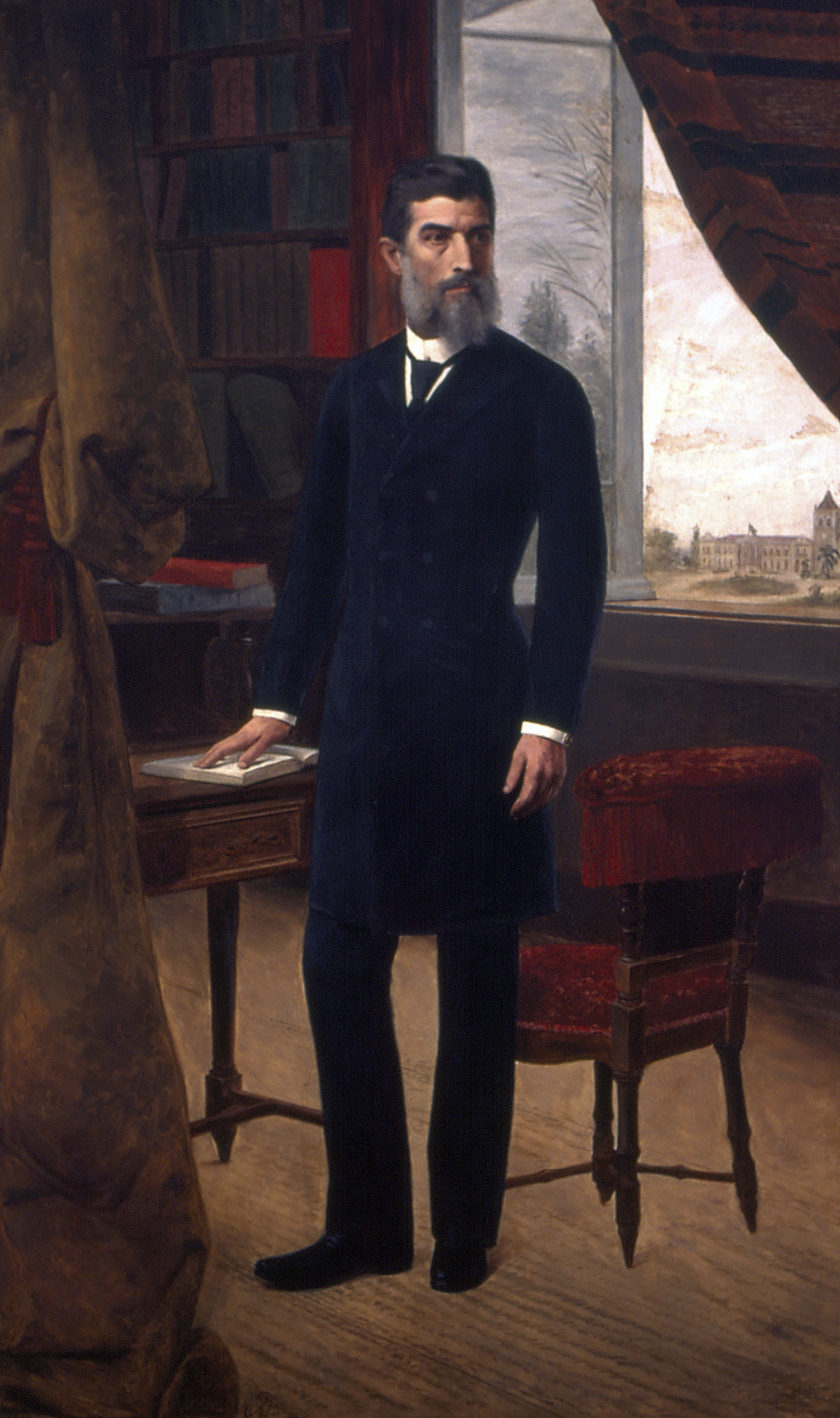
Prudente de Morais, por Almeida Júnior.

### Mandato (1894–1898)

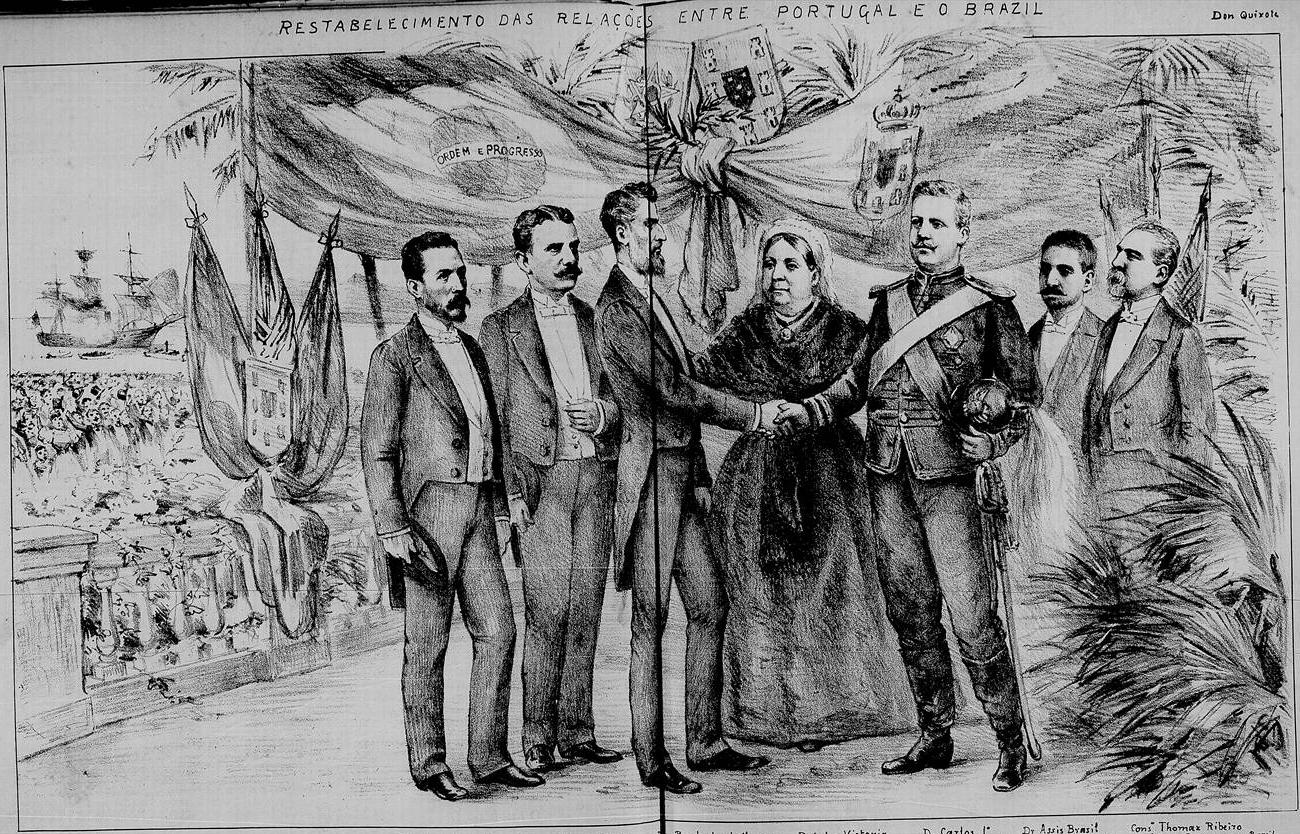
Restabelecimento das relações entre Portugal e o Brasil.

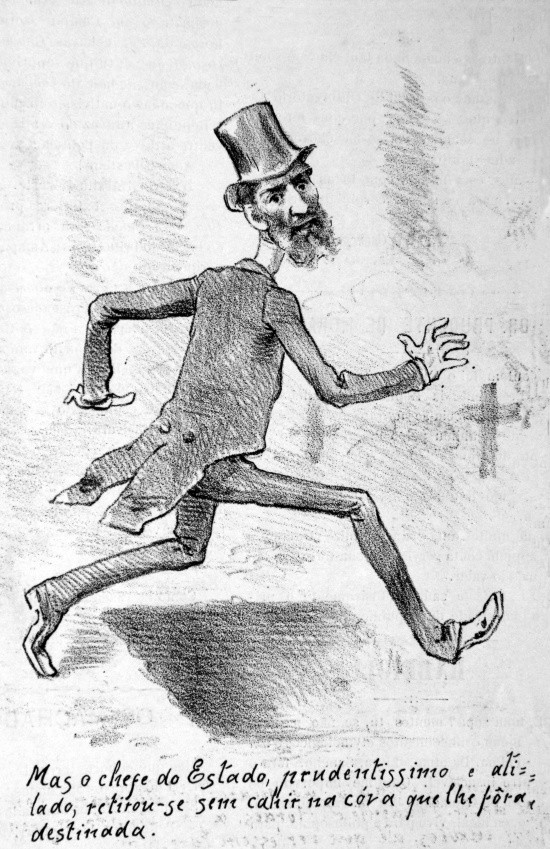
Caricatura de Prudente de Morais ilustrando um presidente sempre em apuros, com o mandato pendendo por um fio.

No início do seu governo, conseguiu pacificar a Revolução Federalista no Rio Grande do Sul, assinando a paz com os rebeldes, que receberam anistia.
Prudente de Morais restabeleceu as relações diplomáticas com Portugal, rompidas por Floriano durante a Revolta da Armada, e assinou o Tratado de Amizade, Comércio e Navegação com o Japão, em novembro de 1895, com o objetivo de fomentar a vinda de imigrantes japoneses.
Enfrentou a questão diplomática envolvendo os ingleses, que acharam por bem, em julho de 1895, tomar posse da Ilha da Trindade, situada a aproximadamente 1 200 quilômetros do litoral do Espírito Santo, sob o pretexto de ali instalar uma estação telegráfica. A França, com incursões abaixo do Rio Oiapoque, invadiu o Amapá a partir de Guiana Francesa, atacando e incendiando alguns povoados próximos à fronteira. O primeiro presidente civil do Brasil, em vez de recorrer às armas, preferiu o arbitramento internacional, de Portugal no caso da Ilha da Trindade, e da Suíça no caso do Amapá. As questões diplomáticas foram resolvidas favoravelmente ao Brasil.
As dificuldades econômico-financeiras, herdadas da crise do encilhamento, acentuaram-se em sua administração, sobretudo devido aos gastos militares, aumentando as dívidas com os credores estrangeiros.
Com a assessoria de seus ministros da Fazenda, Rodrigues Alves e Bernardino de Campos, negociou com os banqueiros ingleses a consolidação da dívida externa, operação financeira que ficou conhecida como funding loan, base da política executada por Joaquim Murtinho nos quatro anos seguintes.
No plano da política externa, resolveu, favoravelmente, para o Brasil a questão dos limites com a Argentina, arbitrada pelo presidente norte-americano Grover Cleveland, em que se destacou o representante brasileiro, o Barão do Rio Branco.
Enfrentou, ainda, a revolta da Escola Militar. Fez então valer a sua autoridade: fechou a Escola e o Clube Militar. Mas pouco tempo depois enfrentaria um movimento rebelde ainda maior: a Guerra de Canudos, no sertão baiano.
Obrigado a submeter-se a uma cirurgia, afastou-se do poder entre 10 de novembro de 1896 e 4 de março de 1897, passando o cargo ao vice-presidente, o médico baiano Manuel Vitorino Pereira. Nesta interinidade, Manuel Vitorino transferiu a sede do governo do Palácio Itamaraty para o Palácio do Catete.
Com a vitória dos amotinados de Antônio Conselheiro sobre várias expedições militares, a situação voltou a deteriorar-se. Prudente interrompeu a convalescença e nomeou ministro da Guerra o general Carlos Machado de Bittencourt, que liderou nova expedição e derrotou os rebeldes. Durante o seu governo, as divergências internas no PR Federal e a Guerra de Canudos desgastam o governo. Mesmo com a vitória das tropas do governo na guerra, os ânimos não se acalmam.

### O atentado contra Prudente de Morais

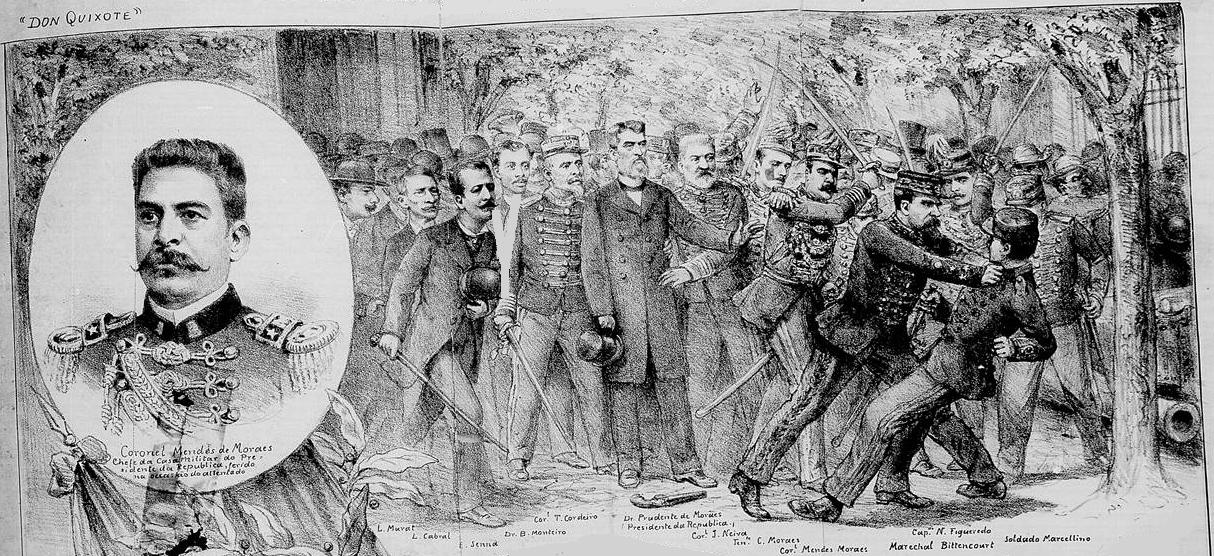
Atentado contra a vida do Presidente Prudente de Morais em 5 de novembro de 1897, no Arsenal de Guerra (atual Museu Histórico Nacional — MHN). No detalhe, o então Coronel Mendes de Morais, chefe da Casa Militar, ferido na ocasião do atentado.

Em 5 de novembro de 1897, durante uma cerimônia militar em que recepcionaria dois batalhões do Exército que retornavam de Canudos no Arsenal de Guerra (atual Museu Histórico Nacional), sofreu um atentado contra sua vida praticado pelo anspeçada Marcelino Bispo de Mello; escapou ileso, mas seu ministro da Guerra, Marechal Bittencourt, faleceu, defendendo a vida de Prudente. O presidente decretou, então, estado de sítio, para o Distrito Federal (Rio de Janeiro e Niterói) conseguindo assim se livrar dos oposicionistas mais incômodos.
De início, o vice-presidente Manuel Vitorino, que possuía divergências políticas com Prudente de Morais, foi indiciado no inquérito sobre o atentado, acusado de envolvimento. Vitorino respondeu com um Manifesto em que proclamava inocência e seu nome não foi incluído no despacho final do processo, mas sua carreira política foi arruinada. Marcelino, feito prisioneiro e encontrado enforcado na cadeia com um lençol, não foi mais do que mero instrumento de conspiração política. Embora sua morte tenha comprometido as investigações, foram apontados Capitão Deocleciano Martyr e José de Souza Velloso como mentores intelectuais do crime.

### Ministros de Estado

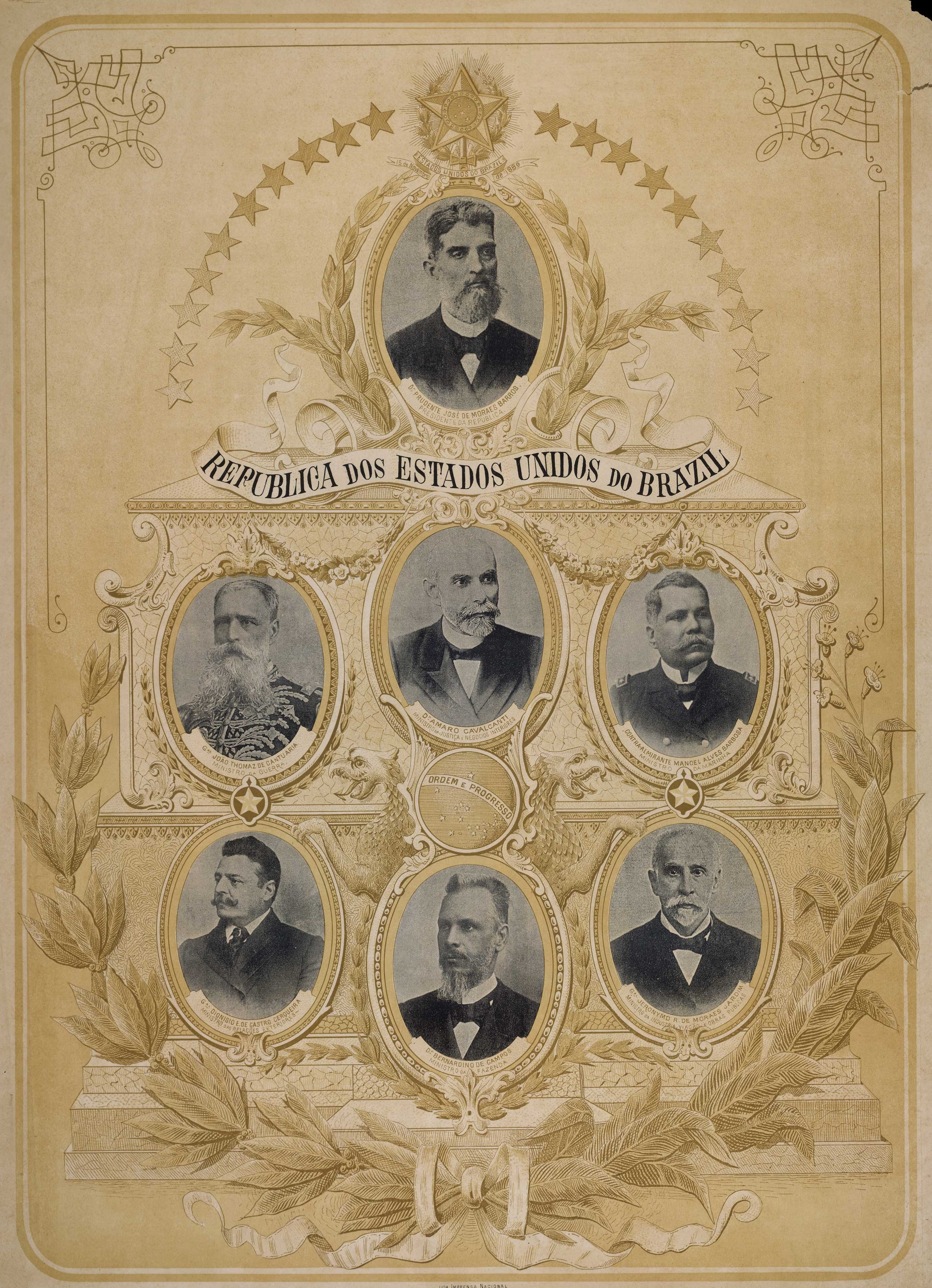
Publicação da Imprensa Nacional de 1898 com o ministério de governo Prudente de Morais

- Ministério da Justiça e Negócios Interiores:
  - Antônio Gonçalves Ferreira (15 de novembro de 1894 – 30 de agosto de 1896);
  - Alberto de Seixas Martins Torres (30 de agosto de 1896 – 7 de janeiro de 1897);
  - Bernardino José de Campos Júnior (interinamente — 7 de janeiro de 1897 – 19 de janeiro de 1897);
  - Amaro Cavalcanti (19 de janeiro de 1897 – 15 de novembro de 1898).
- Ministério da Marinha:
  - Eliziário José Barbosa, Almirante (15 de novembro de 1894 – 21 de novembro de 1896);
  - Manuel José Alves Barbosa (21 de novembro de 1896 – 15 de novembro de 1898).
- Ministério da Guerra:
  - Bernardo Vasques, general-de-divisão (15 de novembro de 1894 – 23 de novembro de 1896);
  - Dionísio Evangelista de Castro Cerqueira, general-de-brigada (interinamente — 23 de novembro de 1896 – 4 de janeiro de 1897);
  - Francisco de Paula Argolo, general-de-brigada (4 de janeiro de 1897 – 17 de maio de 1897);
  - Carlos Machado de Bittencourt, marechal (17 de maio de 1897 – 5 de novembro de 1897);
  - João Tomás de Cantuária, general-de-divisão (6 de novembro de 1897 – 15 de novembro de 1898).
- Ministério das Relações Exteriores:
  - Carlos Augusto de Carvalho (15 de novembro de 1894 – 1 de setembro de 1896);
  - Dionísio Evangelista de Castro Cerqueira (1 de Setembro de 1896 – 15 de novembro de 1898).
- Ministério da Fazenda:
  - Francisco de Paula Rodrigues Alves (15 de novembro de 1894 – 20 de novembro de 1896);
  - Bernardino José de Campos Júnior (20 de novembro de 1896 – 15 de novembro de 1898).
- Ministério da Indústria, Viação e Obras Públicas:
  - Antônio Olinto dos Santos Pires (15 de novembro de 1894 – 20 de Novembro de 1896);
  - Joaquim Duarte Murtinho (20 de novembro de 1896 – 1 de outubro de 1897);
  - Dionísio Evangelista de Castro Cerqueira (1 de outubro de 1897 – 13 de novembro de 1897);
  - Sebastião Eurico Gonçalves de Lacerda (13 de novembro de 1897 – 27 de junho de 1898);
  - Jerônimo Rodrigues de Morais Jardim, marechal (27 de junho de 1898 – 15 de novembro de 1898).

## Vida após a presidência e homenagens

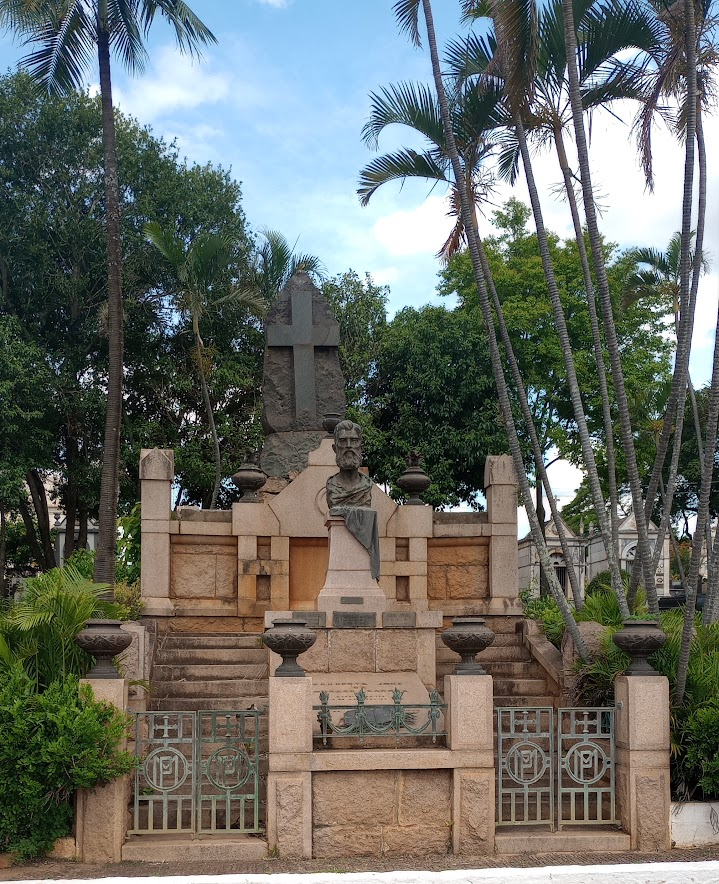
Túmulo do Presidente Prudente de Morais, em Piracicaba.

Prudente de Morais desfrutava de grande popularidade ao fim do mandato, em 15 de novembro de 1898, quando passou o cargo de Presidente da República a Campos Sales e retirou-se para Piracicaba, onde exerceria a advocacia por alguns anos. Faleceu aos 61 anos, vítima de uma tuberculose em 3 de dezembro de 1902.
Prudente de Morais está enterrado no Cemitério da Saudade, localizado na cidade de Piracicaba. Lá foi erigido um mausoléu em sua homenagem, que foi inaugurado em 3 de dezembro de 1903, exatamente um ano após sua morte.
É homenageado dando seu nome às cidades de Presidente Prudente (SP), Prudentópolis (PR) e Prudente de Morais (MG).

## Galeria

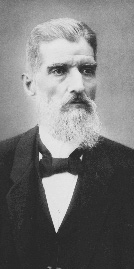
Prudente de Morais
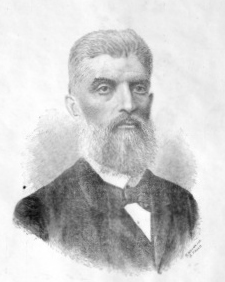
Retrato no jornal Gazeta de Piracicaba, 1898
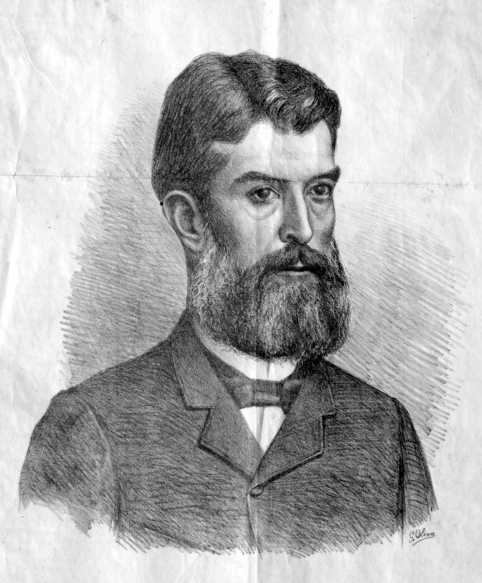
Retrato de 1889, no início de seu mandato como governador de São Paulo logo após a proclamação da República
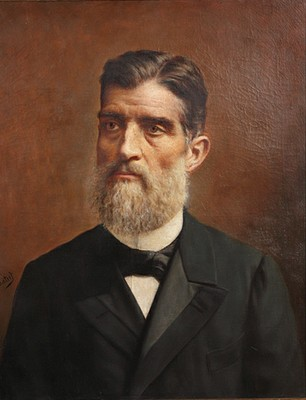
Pintura de autor desconhecido c. 1894